# Saint-Maur (Indre)
Saint-Maur es una comuna nueva francesa situada en el departamento de Indre, de la región de Centro-Valle de Loira.

## Historia
Fue creada el uno de enero de 2016, en aplicación de una resolución del prefecto de Indre de 11 de diciembre de 2015 con la unión de las comunas de Saint-Maur y Villers-les-Ormes, pasando a estar el ayuntamiento en la antigua comuna de Saint-Maur.

## Demografía
| Gráfica de evolución demográfica de Saint-Maur entre 1800 y 2014 |
|                                                                  |

Los datos entre 1800 y 2014 son el resultado de sumar los parciales de las dos comunas que forman la nueva comuna de Saint-Maur, cuyos datos se han cogido de 1800 a 1999, para las comunas de Saint-Maur y Villers-les-Ormes de la página francesa EHESS/Cassini. Los demás datos se han cogido de la página del INSEE.

## Composición
| Comuna            | Código INSEE | Población (2013) | Superficie (km²) | Densidad (hab./km²) |
| ----------------- | ------------ | ---------------- | ---------------- | ------------------- |
| Saint-Maur        | 36202        | 3112             | 87.91            | 35                  |
| Villers-les-Ormes | 36245        | 419              | 17.60            | 24                  |